# リグレット (競走馬)
リグレット（Regret、1912年4月2日 - 1934年4月11日）は、アメリカ合衆国のサラブレッドの競走馬、繁殖牝馬。牝馬として初めてケンタッキーダービーに優勝した。1957年にアメリカ競馬殿堂入りした。

## 経歴

### 競走馬時代
ハリー・ペイン・ホイットニーがニュージャージー州に所有していた、ブルックデールファームで生まれた牝馬である。
ジェームズ・ゴードン・ロウ・シニア厩舎に入厩したリグレットは1914年8月8日にサラトガ競馬場で行われたサラトガスペシャルステークスでデビュー、その競走で2着馬ペブルスに1馬身差をつけて勝利した。当時のサラトガの主要な2歳戦競走には続くサンフォードメモリアルステークスとホープフルステークス）があり、リグレットはその両方に登録されるが、どちらの競走において牡馬を相手にしながらも127ポンドの斤量を課せられた。しかし、リグレットはサンフォードメモリアルステークスでは不良馬場ながらも1馬身半差で勝利、ホープフルステークスにおいても13ポンド差のアンドリューエムという馬を半馬身差破って優勝した。牝馬としてこの3競走を制したのはリグレットが初のことであった。これら3競走の成績から、リグレットは後年の選定において最優秀2歳牝馬に選ばれている。
ホープフルステークスの後、リグレットは怪我によりしばらく戦線を離脱し、復帰したのは翌年1915年、5月8日のケンタッキーダービーであった。しかしリグレットは輸送に弱く、鞍上を務めたジョー・ノッターは後に「リグレットはニュージャージーでは飼葉をよく食べていたが、ルイビルでは食べなくなってしまった」と語っている。ノッターはロウ調教師とともに厩舎で1週間寝泊まりして付き添っていたが、競走3日前でも調教タイムは芳しくなく、ロウも出走させるべきか悩んでいたという。ダービー当日には49,000人の観衆が詰めかけ、その中でリグレットが最終単勝オッズ3.65倍の1番人気に支持されていた。競走がスタートするとリグレットはすぐに先頭を確保し、その後ろにペブルスがつける展開でレースは終始進み、そして最後までリグレットは追い抜かれることなくゴール、2着ペブルスに2馬身の差を付けて優勝、ケンタッキーダービーの歴史上初めての牝馬の優勝馬となった。チャーチルダウンズ競馬場取締役であったマット・ウィンはこの勝利に「彼女は我らを裏切らなかった、リグレットがダービーを作っていたんだ！」と称え、馬主のホイットニーもまた「この競走は現在のアメリカ最大の競走だ」と評し、リグレットの勝利によってケンタッキーダービーの地位が確たるものともなった。
同年はこのほかにサラナクハンデキャップに出走し、ベルモントステークス勝ち馬のザフィンらを破ったが、その後再び長い休養に入っている。2戦2勝の戦績ながら、この年デイリーレーシングフォームによって年度代表馬として選出された。
1916年7月31日、4歳になったリグレットはこの日のサラトガハンデキャップで復帰戦を迎えたが、先頭を奪われて失速、勝ち馬ストロンボリから大差の8着と大きく破れ、初の黒星がついてしまった。その後8月18日のサラトガ競馬場での一般戦で久々に勝ち星を挙げたが、再び長い休養を挟むことになる。
このあとリグレットは5歳まで走り、計4戦して3勝を挙げた。5歳のときに出走したブルックリンハンデキャップでは、リグレットのほかにもオールドローズバドとウマルハイヤームのケンタッキーダービー馬2頭が出走し、さらに前年・前々年の最優秀古牝馬ローマー、リグレットを破ったストロンボリも出る豪華な顔触れとなったが、この競走でリグレットをハナ差制して優勝したのは、リグレットと同厩舎の軽ハンデ馬ボローであった。なお、生涯の競走成績において2回の敗戦があるが、牝馬を相手に負けたことは一度もなかった。

### 繁殖入り後
1917年に引退し、ホイットニーファームで繁殖牝馬となった。生涯で11頭の競走馬を産んだが、これといった目立った産駒は出ず、唯一のステークス競走勝ち馬に1920年生のリベンジ（Revenge、騸馬、ヨンカースハンデキャップ勝ち）がいるのみであった。しかし繁殖入りした牝馬の産駒からはファーストフィドル（ステークス競走11勝）やステークス競走勝ち馬も出ており、牝系としては成果を残していた。1934年、最後の産駒を出産して3日後の4月14日に急激な失血がもとで死亡、22歳であった。その遺骸はホイットニーファーム（現在のゲインズウェイファーム）に葬られた。
1957年、アメリカ競馬名誉の殿堂博物館は殿堂入りの選考を行い、リグレットの競走成績を称えて同馬を殿堂馬として選定した。

## 競走成績表
- 競走名の略記はSはステークス、Hはハンデキャップを意味する。
- 競走の格付けや馬場、距離や条件などは開催当時のもの。当時はグレード制未導入。
- 距離・条件の略記はDはダート、fはハロンを意味する。1ハロンは約201メートル・1/8マイル。
- 斤量の単位はポンド。1ポンドは約0.453キログラム。
- 着差は優勝時は2着馬との差、それ以外は1着馬との差。
- 以下の競走成績はデイリー・レーシング・フォームの情報に基づく[3]。

| 出走日     | 競馬場             | 競走名                  | 距離  | 斤量  | 着順 | 騎手        | 時計 （1着） | 着差     | 1着（2着）馬        |
| ---------- | ------------------ | ----------------------- | ----- | ----- | ---- | ----------- | ------------ | -------- | ------------------- |
| 1914.08.08 | サラトガ           | サラトガスペシャルS     | D6f   | 119   | 1着  | J. Notter   | 1:11.60      | 1馬身    | （Pebbles）         |
| 1914.08.15 | サラトガ           | サンフォードメモリアルS | D6f   | 127   | 1着  | J. Notter   | 1:13.40      | 1馬身1/2 | （Solly）           |
| 1914.08.22 | サラトガ           | ホープフルS             | D6f   | 127   | 1着  | J. Notter   | 1:16.40      | 1/2馬身  | （Andrew M.）       |
| 1915.05.08 | チャーチルダウンズ | ケンタッキーダービー    | D10f  | 112   | 1着  | J. Notter   | 2:05.40      | 2馬身    | （Pebbles）         |
| 1915.08.17 | サラトガ           | サラナクH               | D8f   | 123   | 1着  | J. Notter   | 1:42.00      | 1馬身1/2 | （Trial by Jury）   |
| 1916.07.31 | サラトガ           | サラトガH               | D10f  | 123   | 8着  | J. Notter   | (2:05.20)    | 16馬身   | Stromboli           |
| 1916.08.18 | サラトガ           | アローワンス            | D8f   | 107.5 | 1着  | F. Keogh    | 1:39.40      | 1馬身1/2 | （Flittergold）     |
| 1917.05.31 | ベルモントパーク   | アローワンス            | D5.5f | 128   | 1着  | F. Robinson | 1:04.40      | 8馬身    | （Yankee Witch）    |
| 1917.06.25 | アケダクト         | ブルックリンH           | D9f   | 122   | 2着  | F. Robinson | (1:49.40)    | ハナ差   | Borrow              |
| 1917.07.10 | アケダクト         | ガゼルH                 | D8.5f | 129   | 1着  | J. Loftus   | 1:45.40      | 3馬身    | （Bayberry Candle） |
| 1917.09.25 | アケダクト         | ハンデキャップ競走      | D7f   | 127   | 1着  | F. Robinson | R1:24.20     | 3馬身    | （Ima Frank）       |

## 評価

### 年度代表馬
- 1914年 - 最優秀2歳牝馬
- 1915年 - 最優秀3歳牝馬、年度代表馬
- 1917年 - 最優秀古牝馬

### 表彰
- 1957年 - アメリカ競馬名誉の殿堂博物館により、殿堂馬として選定される。
- 1970年 - チャーチルダウンズ競馬場に、リグレットの名を冠した「リグレットステークス」が創設される。
- 1999年 - 『ブラッド・ホース』誌の選ぶ『20世紀のアメリカ名馬100選』において、第71位に選ばれる。
- 2013年 - 「サラトガ・フーフプリント・ウォーク・オブ・フェイム」の初代選出馬の1頭として蹄跡を残す。

各評価の出典：

## エピソード
- リグレットがケンタッキーダービーを優勝した1915年には、プリークネスステークスもラインメイデンという牝馬によって制されている。牝馬によってクラシック3競走のうち2競走が制されたのはこの年が初めてで、以来まだ同様の例は出ていない。

## 血統表
| リグレットの血統                       | リグレットの血統                                                   | リグレットの血統                                                   | （血統表の出典）                                                   | （血統表の出典） |
| 父系                                   | エクリプス系                                                       | エクリプス系                                                       | エクリプス系                                                       | [ § 2 ]          |
| 父 Broomstick 1901 鹿毛 アメリカ       | 父の父Ben Brush 1893 鹿毛 アメリカ                                 | Bramble                                                            | Bonnie Scotland                                                    | Bonnie Scotland  |
| 父 Broomstick 1901 鹿毛 アメリカ       | 父の父Ben Brush 1893 鹿毛 アメリカ                                 | Bramble                                                            | Ivy Leaf                                                           |                  |
| 父 Broomstick 1901 鹿毛 アメリカ       | 父の父Ben Brush 1893 鹿毛 アメリカ                                 | Roseville                                                          | Reform                                                             | Reform           |
| 父 Broomstick 1901 鹿毛 アメリカ       | 父の父Ben Brush 1893 鹿毛 アメリカ                                 | Roseville                                                          | Albia                                                              |                  |
| 父 Broomstick 1901 鹿毛 アメリカ       | 父の母Elf 1893 栗毛 イギリス                                       | Galliard                                                           | Galopin                                                            | Galopin          |
| 父 Broomstick 1901 鹿毛 アメリカ       | 父の母Elf 1893 栗毛 イギリス                                       | Galliard                                                           | Mavis                                                              |                  |
| 父 Broomstick 1901 鹿毛 アメリカ       | 父の母Elf 1893 栗毛 イギリス                                       | Sylvabelle                                                         | Bend Or                                                            | Bend Or          |
| 父 Broomstick 1901 鹿毛 アメリカ       | 父の母Elf 1893 栗毛 イギリス                                       | Sylvabelle                                                         | Saint Editha                                                       |                  |
| 母 Jersey Lightning 1905 栗毛 アメリカ | 母の父Hamburg 1895 鹿毛 アメリカ                                   | Hanover                                                            | Hindoo                                                             | Hindoo           |
| 母 Jersey Lightning 1905 栗毛 アメリカ | 母の父Hamburg 1895 鹿毛 アメリカ                                   | Hanover                                                            | Bourbon Belle                                                      |                  |
| 母 Jersey Lightning 1905 栗毛 アメリカ | 母の父Hamburg 1895 鹿毛 アメリカ                                   | Lady Reel                                                          | Fellowcraft                                                        | Fellowcraft      |
| 母 Jersey Lightning 1905 栗毛 アメリカ | 母の父Hamburg 1895 鹿毛 アメリカ                                   | Lady Reel                                                          | Mannie Gray                                                        |                  |
| 母 Jersey Lightning 1905 栗毛 アメリカ | 母の母Daisy F 1895 栗毛 アメリカ                                   | Riley                                                              | Longfellow                                                         | Longfellow       |
| 母 Jersey Lightning 1905 栗毛 アメリカ | 母の母Daisy F 1895 栗毛 アメリカ                                   | Riley                                                              | Geneva                                                             |                  |
| 母 Jersey Lightning 1905 栗毛 アメリカ | 母の母Daisy F 1895 栗毛 アメリカ                                   | Modesty                                                            | War Dance                                                          | War Dance        |
| 母 Jersey Lightning 1905 栗毛 アメリカ | 母の母Daisy F 1895 栗毛 アメリカ                                   | Modesty                                                            | Ballet                                                             |                  |
| 母系(F-No.)                            | (FN:A1)                                                            | (FN:A1)                                                            | (FN:A1)                                                            | [ § 3 ]          |
| 5代内の近親交配                        | Bonnie Scotland 4x5, War Dance 4x5, Australian 5x5, Leamington 5x5 | Bonnie Scotland 4x5, War Dance 4x5, Australian 5x5, Leamington 5x5 | Bonnie Scotland 4x5, War Dance 4x5, Australian 5x5, Leamington 5x5 | [ § 4 ]          |
| 出典                                   | 1. 2. 3. 4.                                                        | 1. 2. 3. 4.                                                        | 1. 2. 3. 4.                                                        | 1. 2. 3. 4.      |